# Tachina hirta
Tachina hirta là một loài ruồi trong họ Tachinidae.